# Jonathan Maidana
Jonathan Ramón Maidana (Adrogué, 29 luglio 1985) è un ex calciatore argentino, di ruolo difensore.

## Carriera

### Nazionale
Viene convocato per la Copa América Centenario negli Stati Uniti.

## Palmarès

### Club

#### Competizioni nazionali
- Campionato argentino: 3

Boca Juniors: Apertura 2005
River Plate: Final 2014, 2023
- Primera B Nacional: 1

River Plate: 2011-2012
- Coppa d'Argentina: 2

River Plate: 2015-2016, 2016-2017
- Supercopa Argentina: 2

River Plate: 2017, 2019
- Trofeo de Campeones de la Liga Profesional: 1

River Plate: 2023

#### Competizioni internazionali
- Coppa Libertadores: 3

Boca Juniors: 2007
River Plate: 2015, 2018
- Coppa Sudamericana: 2

Boca Juniors: 2005
River Plate: 2014
- Recopa Sudamericana: 5

Boca Juniors: 2006, 2008
River Plate: 2015, 2016, 2019
- Coppa Suruga Bank: 1

River Plate: 2015